# Olgiate Molgora
Olgiate Molgora är en ort och kommun i provinsen Lecco i regionen Lombardiet i Italien. Kommunen hade 6 509 invånare (2018).